# Каломарде и Арриа, Франсиско Тадео
Франсиско Тадео Каломарде и Арриа (исп. Francisco Tadeo Calomarde y Arría; 10 февраля 1775, Вильель — 19 июля 1842, Тулуза) — испанский государственный деятель.

## Биография
Каломарде родился в 1775 году в бедной семье. Изучал право в Сарагосе. Благодаря женитьбе на некрасивой племяннице личного врача королевской семьи смог получить место в министерстве юстиции.
Уличённый в начале царствования Фердинанда VII во взяточничестве, Каломарде был выслан был в Толедо. Когда французская армия в 1823 году восстановила в Испании неограниченную монархию, герцог дель Инфантадо назначил Каломарде секретарём учрежденного в Мадриде регентства.
Вскоре король назначил его министром юстиции. На этом посту Каломарде беспощадно преследовал либеральную партию. Под его влиянием тяжко заболевший король издал в 1832 году декрет, которым в Испании восстанавливался салический закон, отменённый в 1830 году. После этого Каломарде стал предметом всеобщей ненависти. Когда выздоровевший король объявил декрет 1832 года недействительным, Каломарде был вместе с другими министрами уволен и сослан в Арагон, но ему удалось бежать во Францию, где он и умер в 1842 г. в Тулузе.

## Титулы
- 1-й граф де Альмейда
- 1-й герцог де Санта Изабель (Королевство Обеих Сицилий)

## Награды
- Орден Золотого руна (1829, королевство Испания)
- Орден Карлоса III большой крест (королевство Испания)
- Орден Изабеллы Католической большой крест (королевство Испания)
- Орден Святого Януария (1829, королевство Обеих Сицилий)
- Орден Святого Фердинанда и заслуг большой крест (1829, королевство Обеих Сицилий)
- Орден Христа большой крест (Королевство Португалия)
- Военный орден Святого Иакова и меча большой крест (Королевство Португалия)
- Орден Почётного легиона большой крест (30 октября 1827, Королевство Франция)
- Орден Лилии (Королевство Франция)